# Motín de Esquilache

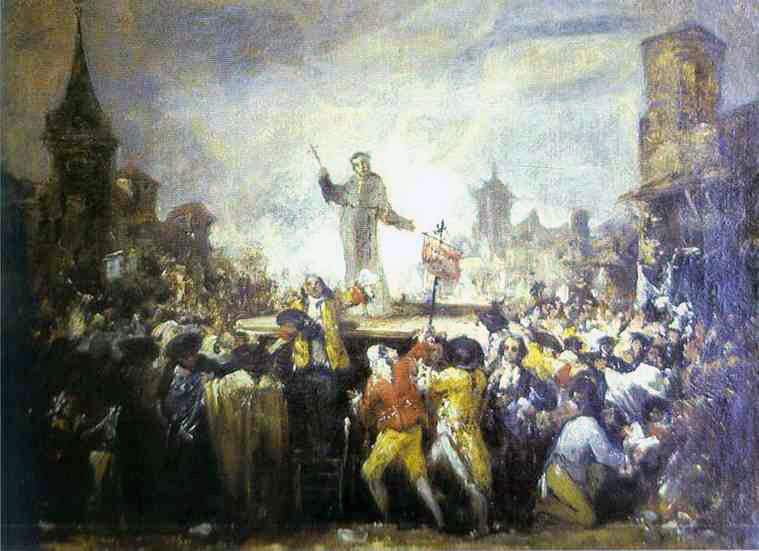
Motín de Esquilache, atribuido a Francisco de Goya (ca. 1766, colección privada, París). La torre del Ayuntamiento, a la izquierda, permite situar la escena en la puerta de Guadalajara (calle Mayor). El fondo despejado de la calle marca la dirección hacia Palacio, a donde los amotinados pretenden dirigirse. El personaje con hábito y crucifijo, que intenta calmar o coordinar a la multitud es el padre Yecla o padre Cuenca, un fraile gilito (Orden Franciscana) de los que predicaban por las plazas. En señal de penitencia llevaba la cabeza encenizada, soga al cuello y corona de espinas. Un personaje subido en una silla gesticula ante la multitud. Su vestidura (una lujosa casaca) le identifica como un personaje de alta posición social. Varios personajes, uno claramente vestido de manolo (con redecilla recogiendo el pelo), levantan un estandarte con una inscripción difícil de distinguir: se han propuesto las lecturas "Muera Esquilache" y "Muera el fantoche". Varios personajes a la izquierda van vestidos contra la ordenanza: con chambergo y capa larga. A la derecha, un personaje arrodillado firma sobre las espaldas de otro la lista de peticiones que el fraile llevará hasta el rey.

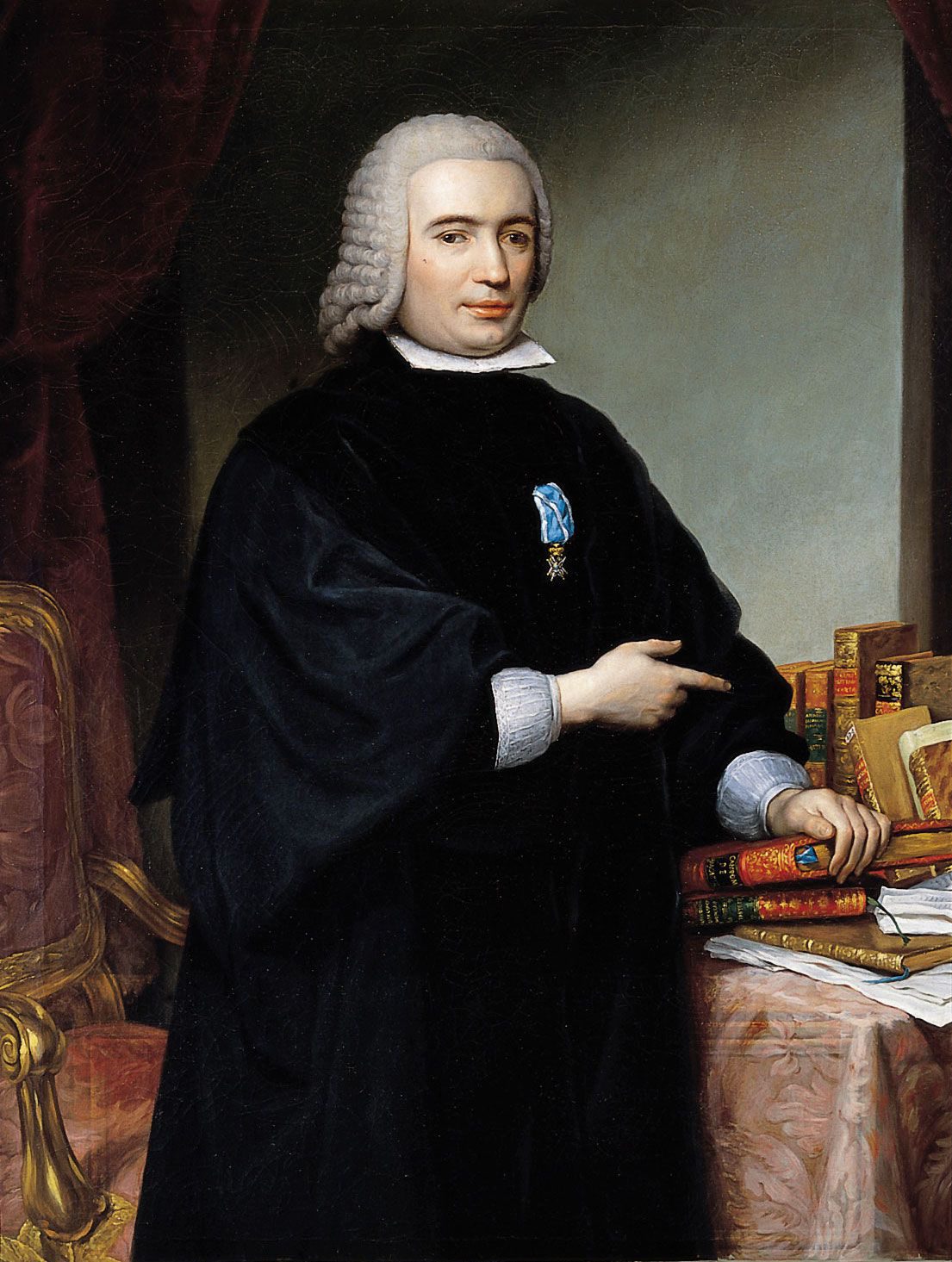
Campomanes, con toga y golilla, ante una mesa atestada de libros y papeles. Francisco Bayeu, 1777. Real Academia de la Historia.

El motín de Esquilache fue la revuelta que tuvo lugar en Madrid en marzo de 1766, siendo rey Carlos III.
La movilización popular fue masiva (un documento coetáneo cita la cifra de treinta mil participantes, posiblemente una exageración para una población de cincuenta mil habitantes), y llegó a considerarse amenazada la seguridad del propio rey. No obstante, a pesar de su espectacularidad y extensión o coincidencia de revueltas por causas semejantes en otros lugares de España, la más evidente consecuencia política del motín se limitó a un cambio de gobierno que incluía el destierro del marqués de Esquilache, el principal ministro del rey, al que los amotinados culpaban de la carestía del pan, y que se había hecho extraordinariamente impopular como consecuencia de la prohibición de algunas vestimentas tradicionales. Su condición de italiano contribuyó de forma importante a ese rechazo. Las iniciales medidas de apaciguamiento y el especial cuidado que a partir de entonces se puso en el abasto de Madrid fueron suficientes para garantizar el orden social en los años siguientes.
Se han identificado diferentes intereses y grupos de poder nobiliarios y eclesiásticos, tanto entre los acusados de instigar el motín (que según las conclusiones de la Pesquisa Secreta llevada a cabo por las autoridades desde el mes de abril de 1766 estuvo planificado por los jesuitas y personalidades afines, como el marqués de la Ensenada –ensenadistas–) como entre los beneficiados por la nueva situación (denominados albistas por el duque de Alba, aunque el personaje que alcanzó mayor poder fue el conde de Aranda –cabeza del partido aragonés–; junto con un equipo de burócratas ilustrados —Roda o Campomanes—). La historiografía actual lo interpreta como un movimiento popular espontáneo, pero con una instrumentalización política evidente en medio de una lucha por el poder entre dos facciones de la Corte, por lo que se ha calificado de motín de Corte para indicar que no se reduce al modelo de motín de subsistencias.

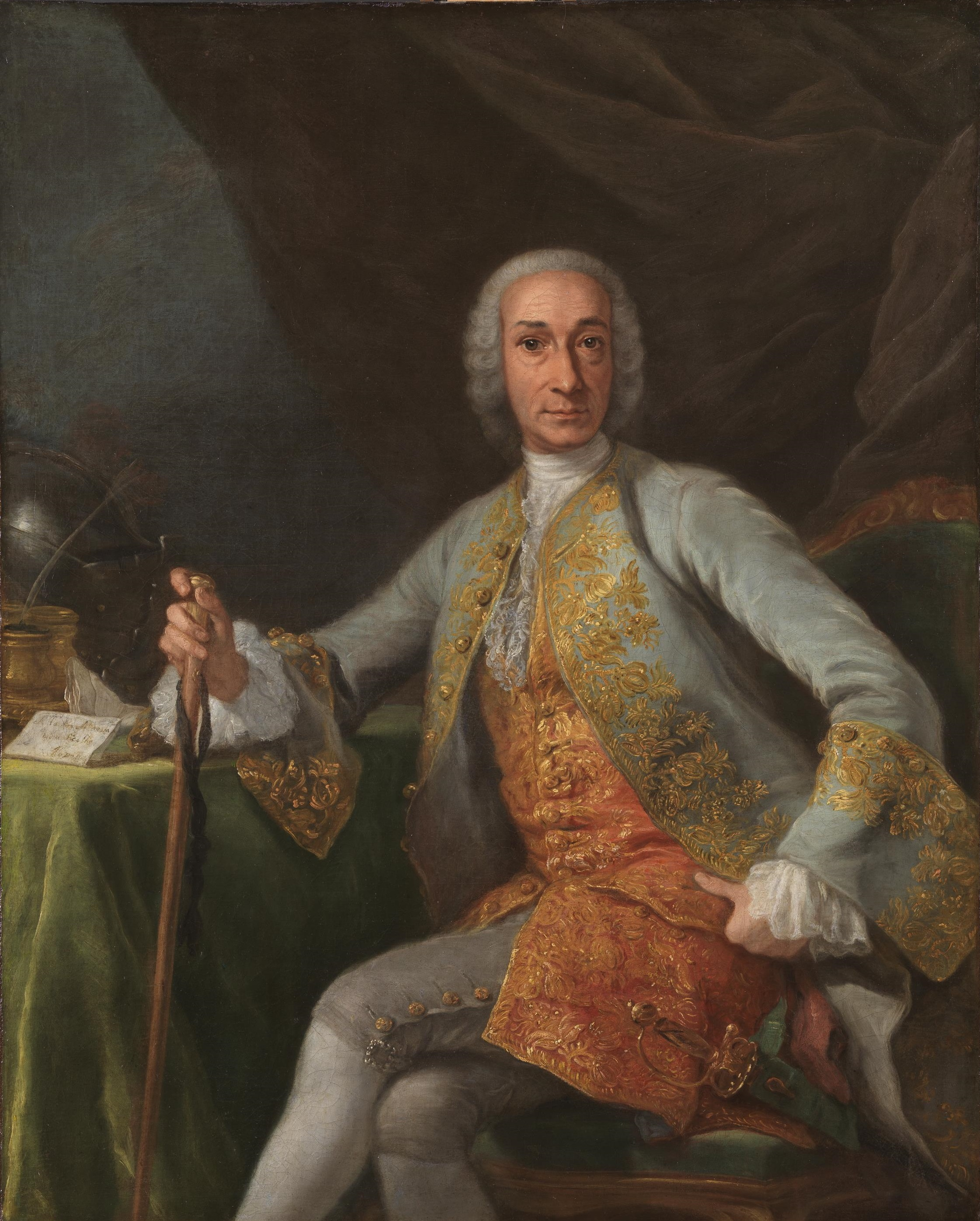
Retrato de Leopoldo de Gregorio, marqués de Esquilache (1759), por Giuseppe Bonito, óleo sobre lienzo, 128 x 102,5 cm, Madrid, Museo del Prado.

## El bando de capas y sombreros
Leopoldo de Gregorio, marqués de Esquilache, ministro de absoluta confianza del rey, al que venía sirviendo desde su anterior reinado en Nápoles (1759), se había propuesto un programa de modernización de la villa de Madrid (cuya suciedad, insalubridad e inseguridad eran consideradas indignas de una Corte ilustrada) que incluía la limpieza, pavimentación y alumbrado público de las calles, la construcción de fosas sépticas (lo habitual hasta entonces era el agua va —es decir, arrojar las aguas sucias desde las ventanas a los arroyos que corrían por medio de las calles—) y la creación de paseos y jardines. Entre tales medidas se incluyó la renovación de una prohibición ya existente, pero cuya repetición era muestra de su incumplimiento (Reales Órdenes y bandos publicados en los años 1716, 1719, 1723, 1729, 1737, 1740... y especialmente la Real Orden... que se renovó en el año de 1745). Pretendía erradicar definitivamente el uso de la capa larga y el chambergo (sombrero de ala ancha, gacho, redondo, montera calada y otros modelos especificados) bajo el argumento de que el embozo permitía el anonimato y la facilidad de esconder armas, lo que fomentaba toda clase de delitos, violaciones y desórdenes.

Quiero y mando que toda la gente civil... y sus domésticos y criados que no traigan librea de las que se usan, usen precisamente de capa corta (que a lo menos les falta una cuarta para llegar al suelo) o de redingot o capingot y de peluquín o de pelo propio y sombrero de tres picos, de forma que de ningún modo vayan embozados ni oculten el rostro; y por lo que toca a los menestrales y todos los demás del pueblo (que no puedan vestirse de militar), aunque usen de la capa, sea precisamente con sombrero de tres picos o montera de las permitidas al pueblo ínfimo y más pobre y mendigo, bajo de la pena por la primera vez de seis ducados o doce días de cárcel, por la segunda doce ducados o veinticuatro días de cárcel... aplicadas las penas pecuniarias por mitad a los pobres de la cárcel y ministros que hicieren la aprehensión.
Bando de 10 de marzo de 1766.

La medida fue vista como la imposición de una moda de procedencia extranjera. Paradójicamente, la castiza vestimenta origen de la polémica había sido introducida apenas cien años antes por las tropas del general Schömberg y popularizada en Madrid por la guardia de la reina Mariana de Austria, regente en la minoría de edad de Carlos II.

## El hambre, la verdadera causa
El motín de Esquilache fue una revuelta de carácter social con reivindicaciones políticas y económicas expresadas de forma bastante ingenua; pero en ningún caso se manifestó sentimiento popular alguno contra el poder real o contra los privilegios de la nobleza española (ni mucho menos del clero).[cita requerida] Más allá de la ofendida dignidad nacional ante el bando de capas y sombreros y la condición extranjera del ministro, la causa material del descontento era la subida de los precios de los alimentos de primera necesidad, que produjo una verdadera situación de hambre entre las capas populares, y que se atribuía a las medidas de reforma económica promovidas por Esquilache.

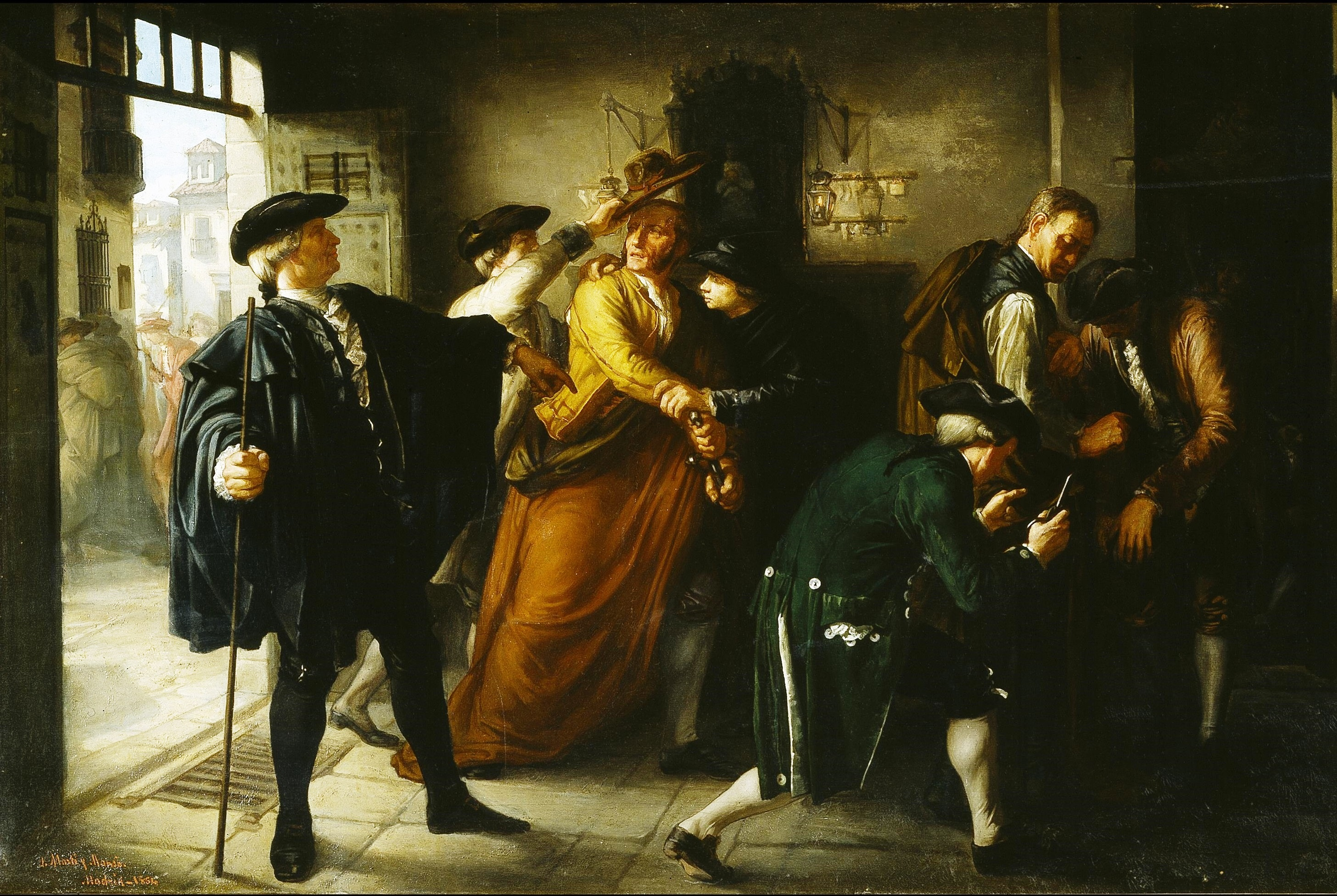
Un episodio del motín de Esquilache, una pintura de historia de José Martí y Monsó, que obtuvo mención honorífica en la Exposición Nacional de 1864.

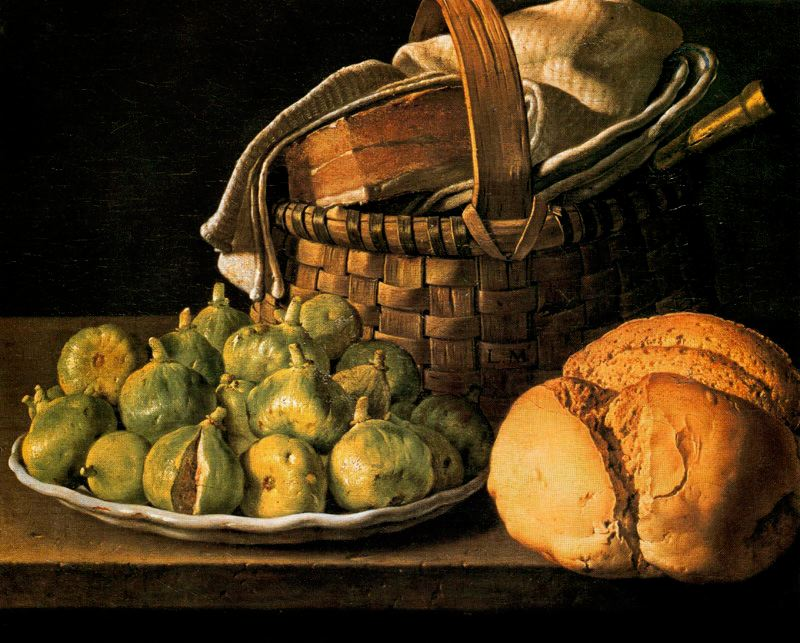
Bodegón con pan, higos y cesto. Luis Egidio Meléndez (ca. 1773, Museo del Louvre).

El pan, elemento fundamental en la dieta, había duplicado su precio en cinco años, pasando de siete cuartos la libra -460 gramos- en 1761 a doce cuartos en 1766 y a un máximo de catorce en los días previos al motín. El jornal diario podía ser, para distintos oficios y categorías, de entre dos y ocho reales. Un ingreso medio de cuatro o cinco reales diarios (34 o 42,5 cuartos a 8,5 cuartos por real) llegaba apenas para comprar entre dos y tres libras de pan a ese precio máximo. Visto el proceso con mayor perspectiva temporal, se ha calificado de hundimiento el descenso de los salarios reales en la segunda mitad del siglo XVIII; mientras que las periódicas crisis de subsistencias de carácter puntual habían ocurrido con parecida gravedad, y aún duraban en la memoria colectiva de los madrileños las terribles hambres de la crisis secular del XVII, cuando el nivel de los once y doce cuartos por libra de pan también se había alcanzado (el 25 de abril de 1677, cuando se produjeron protestas contra Juan José de Austria, y el 28 de abril de 1699, cuando se produjo el llamado motín de los Gatos o de Oropesa).
Siguiendo las clásicas pautas de los motines de subsistencia del Antiguo Régimen, la carestía del pan en todas esas crisis llegó a ser insoportable para los más humildes en la época del año en que justamente el trigo es más caro, antes de la cosecha y cuando se están agotando las reservas del año anterior, provocando un máximo de conflictividad coincidiendo con los meses de primavera (llamados tradicionalmente meses mayores a esos efectos). En esta ocasión, no fueron únicamente las malas cosechas las que estaban detrás de tal escalada de precios; sus efectos se intensificaron por la aplicación del decreto de 1765 (de supresión de la tasa de granos), que preveía la liberalización del comercio del trigo. Dada la inexistencia de un mercado interior ágil ni de dimensiones nacionales (por razones tanto geográficas como tecnológicas y de estructura económica y social), no se produjeron los benéficos efectos que el programa reformador ilustrado preveía del libre juego de la oferta y la demanda. Los acaparadores de trigo (empezando por nobleza y clero, que perciben la mayoría de sus rentas en especie) no tenían ningún incentivo para vender barato, esperando a que el precio subiera al máximo.

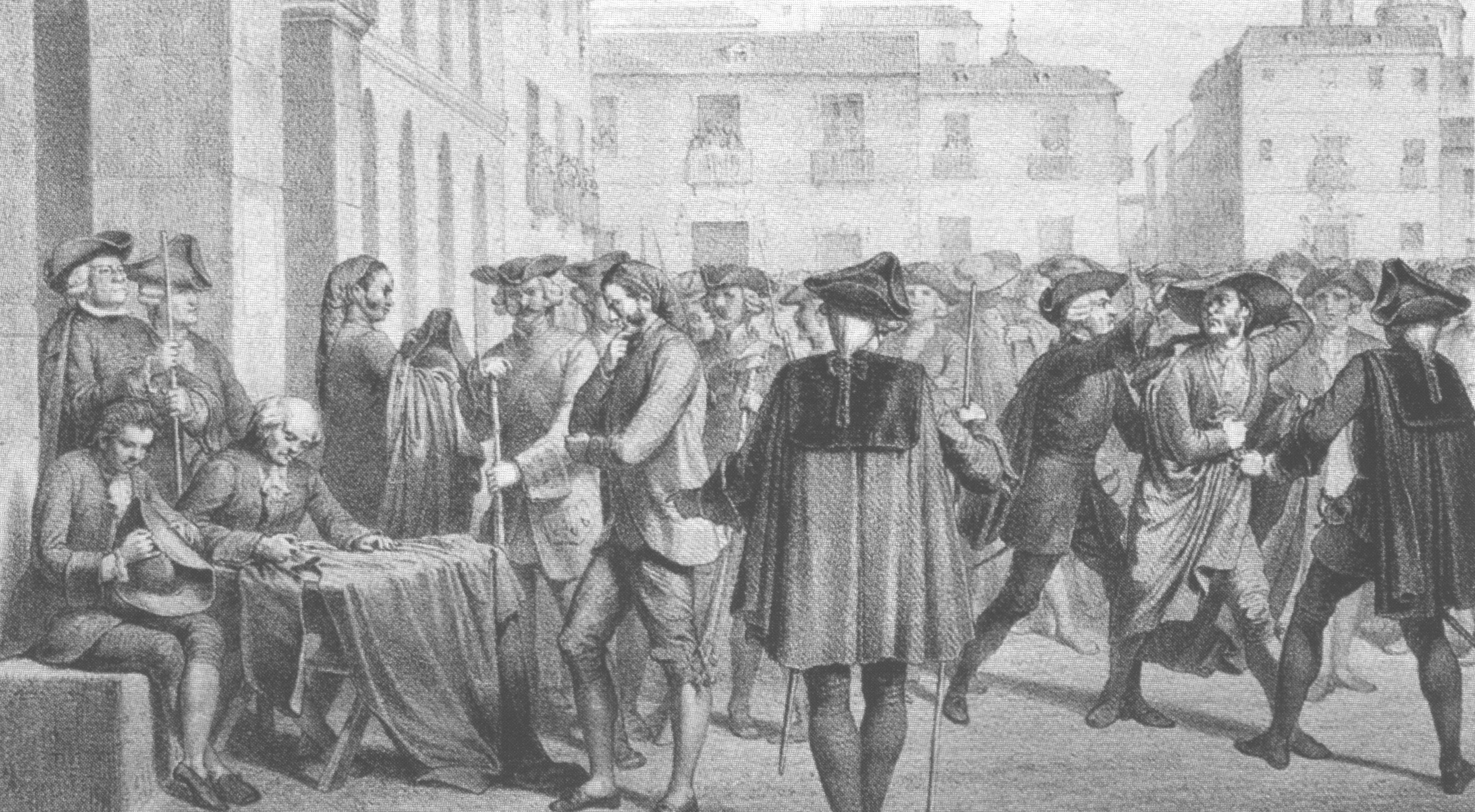
Imposición de la capa corta y el tricornio, litografía de la colección Origen del Motín de Esquilache, Eusebio Zarza (Historia de la Villa y Corte de Madrid, tomo 4.º de 1864).

El problema de la causa en las revueltas populares está extensamente tratado en la historiografía. Normalmente se utiliza la expresión «causas lejanas» o precondiciones y «causas próximas» o precipitantes (la pólvora y la chispa en una explosión). Actuaron como precondiciones (como pólvora) la depauperación de las clases populares, pero sobre todo la percepción que tenían del abandono por parte de las autoridades de la misión que se les atribuía: garantizar el abasto barato de bienes de consumo (la denominada economía moral de la multitud), en un contexto de transición no completada del feudalismo al capitalismo. Como chispa actuó el bando de las capas, un precipitante más bien espontáneo, aunque sin duda se vio favorecido por intrigas sociopolíticas de extraordinaria complejidad entre banderías nobiliarias (albistas y ensenadistas), distintas partes del clero, en el contexto de la ampliación del regalismo, y redes clientelares de origen universitario (los jesuitas apoyados por los colegiales golillas, enfrentados con las demás órdenes religiosas y los manteístas; y divisiones semejantes entre las mitras episcopales, a su vez enfrentadas con las togas —letrados, tanto golillas como manteístas— y las corbatas —militares—). La xenofobia antiitaliana, como la antiflamenca de la guerra de las Comunidades dos siglos antes, fue un elemento movilizador de primer orden.
Muy significativa es la comparación del motín de Esquilache como movimiento social (tanto en la Corte como en su prolongación en las alteraciones en provincias que tuvieron lugar en los meses siguientes), con la contemporánea gestación de la Revolución francesa de 1789. Las turbas populares que asaltaron el palacio de Versalles y que trajeron de vuelta a París a la familia real, rebautizados como el Panadero y la Panadera, no eran muy distintos de las madrileñas de veintidós años antes, pero la gestión política y social de los acontecimientos fue abismalmente diferente. En Francia hubo un asalto al poder por parte de una nueva élite dirigente con conciencia de clase: la burguesía definida como Tercer Estado por Sieyès. En España no la había. No fue el motín de Esquilache una vacuna contra la revolución, sino una muestra evidente de las diferencias sociales entre las capitales de España y Francia; pero las élites ilustradas lo vieron precisamente así: el conde de Floridablanca, ante las noticias que iban llegando de los desórdenes de 1789, hizo un curioso análisis: que quizá servirían para restablecer el buen orden y el crédito en Francia, como había ocurrido en España con el motín contra Esquilache. Ciertamente, el aprovechamiento de los desórdenes populares para incrementar el poder de la monarquía tenía precedentes, tanto en la monarquía francesa (la Fronda) como en la española (Alteraciones de Aragón), e incluso en el Gran Memorial del conde duque de Olivares a Felipe IV se planteó ese recurso como uno de los que se debían considerar.
Buena muestra del concepto paternalista que el despotismo ilustrado tenía de su relación con el pueblo es la frase, atribuida al propio rey, y que glosa aquí José María Pemán:

El rey Carlos III se burlaba de buena fe de esta especie de resistencia pasiva que advertía en el pueblo frente a sus mejoras, y solía decir que sus súbditos españoles eran como los niños, "que lloran cuando se les lava y se les peina"

## El motín

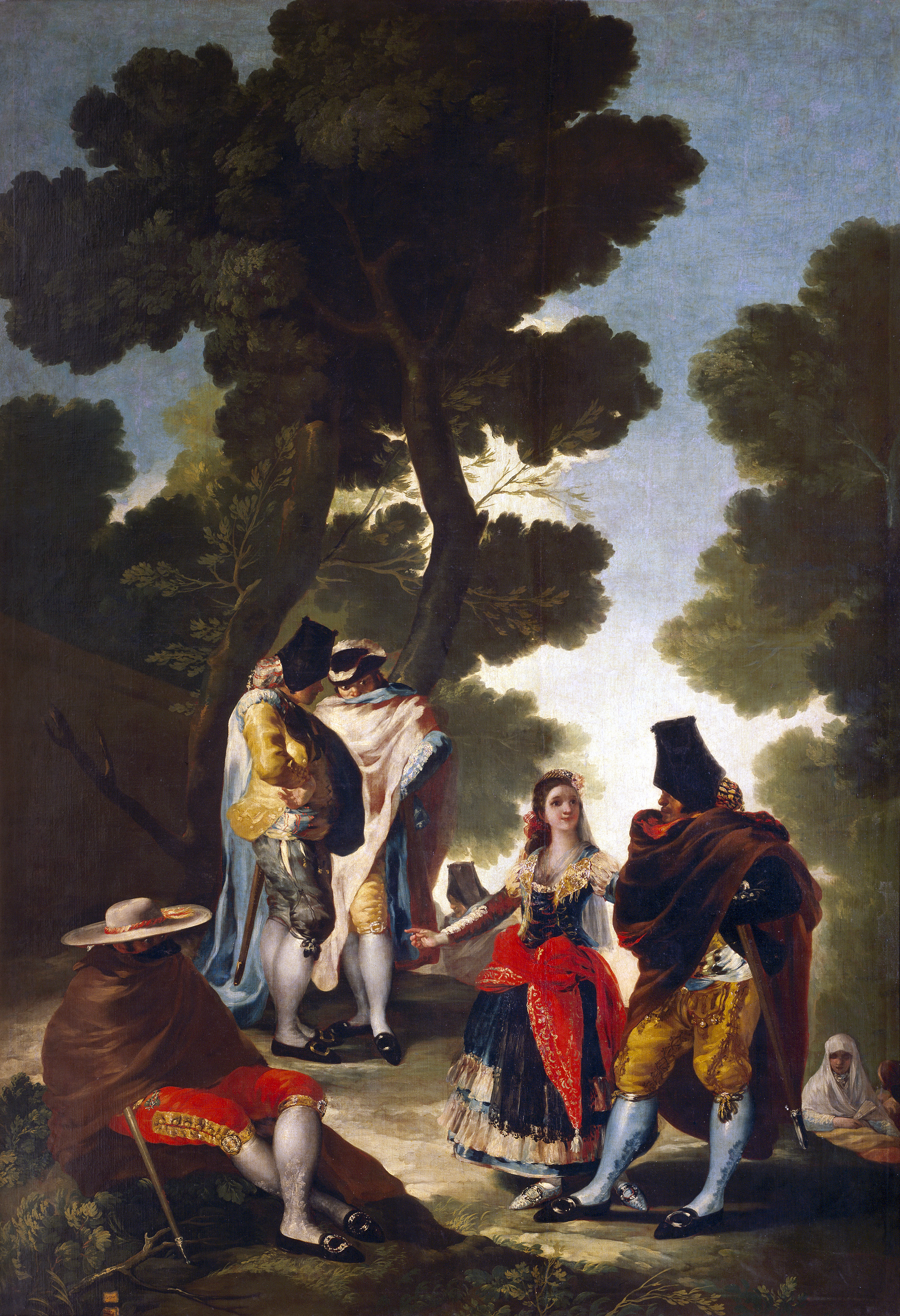
La maja y los embozados (1777), uno de los cartones para tapices de Goya, Museo del Prado. Los personajes masculinos aparecen ataviados con las prendas prohibidas por el bando de Esquilache. En cualquier caso, el entorno en el que se encuentran (algún lugar de Andalucía, por lo que se indica en el título original), no se incluye entre los lugares sujetos a la prohibición: «ningún parage, sitio ni arrabal de esta Corte de Madrid y Reales Sitios, ni en sus paseos o campos fuera de su cerca».

Publicado el edicto, la reacción popular fue sustituir los bandos por pasquines vejatorios contra el italiano, cuya redacción culta no podía atribuirse al vulgo iletrado. Un ejemplo:

Yo el gran Leopoldo Primero
Marqués de Esquilache Augusto
Rijo la España a mi gusto
Y mando en Carlos Tercero.
Hago en todo lo que quiero
Nada consulto ni informo
A capricho hago y reformo
A los pueblos aniquilo
Y el buen Carlos, mi pupilo
Dice a todo: "¡Me conformo!"

Esquilache, lejos de amedrentarse, ordenó a los soldados que ayudaran a las autoridades municipales en el cumplimiento de la orden, y las multas comienzan a producirse, con lo que el descontento crece, sucediéndose pequeños conatos violentos. Los alguaciles acortaban en plena calle las capas de los díscolos y a veces trataban de cobrar las multas en su propio beneficio. Algunos enigmáticos personajes estimulaban el descontento en ambientes marginales (uno era conocido con el nombre de "tío Paco", que en Lavapiés —un barrio popular, del que salió la figura del manolo— pagaba a los chicos por gritar).

El Rey Carlos, bonitatis,
el Gobernador, tontitis,
el Confesor, chilindritis,
pero el Ministro, agarrantis.
Los Grandes serán gratis
cabrones sin ton ni son,
Madrid, Datán y Abirón,
y si no hay quien nos socorra
también Sodoma y Gomorra,
excepto la Inquisición.

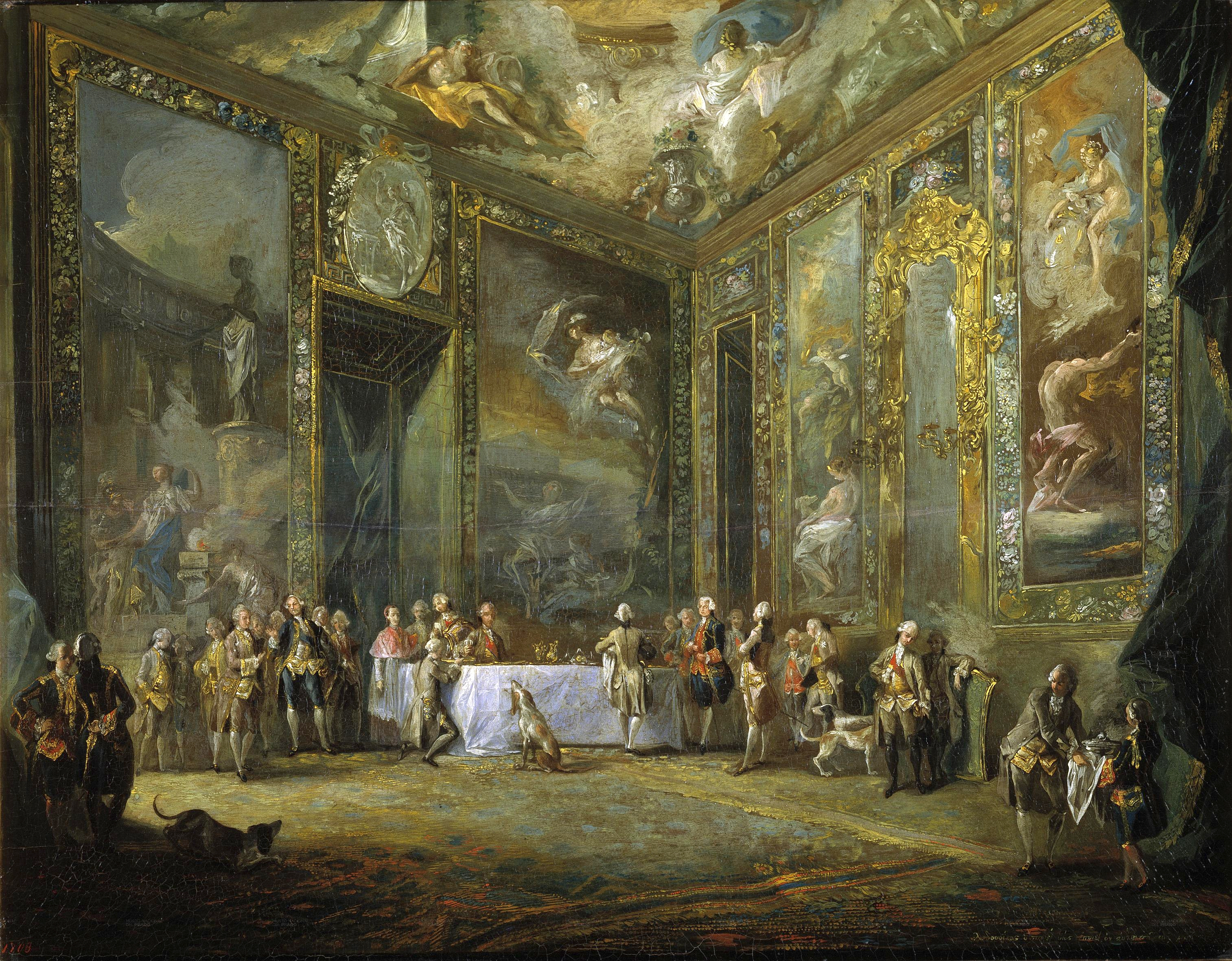
Carlos III comiendo ante su corte (1775), por Luis Paret, Museo del Prado.

Pero no fue hasta las cuatro de la tarde del Domingo de Ramos (23 de marzo) cuando se desencadenó el motín. En la plazuela de Antón Martín, un embozado con capa larga y chambergo se acercó provocadoramente al cuartelillo allí existente, llamado de Inválidos (también era lugar de mercado y repeso, donde los alguaciles habitualmente vigilaban el cumplimiento del bando de capas y sombreros, que preveía que unos sastres cortaran y cosieran las ropas que lo contravinieran). Un sorprendido oficial le dio el alto; tras un breve intercambio de recriminaciones, el embozado sacó de entre sus ropas una espada y avisó, silbando, a un grupo más numeroso que estaba prevenido, y al que se juntaron espontáneamente muchos transeúntes. Los agentes del orden se vieron obligados a huir, permitiendo al grupo de revoltosos asaltar el cuartelillo y apoderarse de sables y fusiles. Comenzaron a marchar por la calle de Atocha, donde se les fueron sumando cada vez más personas, quizá unas dos mil. Sus gritos eran: ¡Viva el Rey! ¡Viva España! ¡Muera Esquilache! Llegados a la plazuela del Ángel, los amotinados se encontraron con un enigmático personaje, dentro de una berlina de dos mulas, que se detuvo ante ellos el tiempo suficiente para animarles (les dijo: Vosotros seguid la liebre, que ella se cansará) y darles un escrito (redactado con anterioridad, el 12 de marzo) titulado Estatutos del cuerpo erigido por el amor español en defensa de la patria para quitar y sacudir la opresión de los que intentaban violar sus dominios, que además de justificar la revuelta y señalar como objetivo a Esquilache, contenía instrucciones que detallaban el modo en que habían de comportarse los amotinados, incluso en el caso de ser apresados. El tumulto continuó por la Plaza Mayor, donde se congregó una verdadera multitud. En la puerta de Guadalajara detuvieron el carruaje del duque de Medinaceli, Caballerizo mayor, que acababa de dejar al rey en el cercano Palacio, tras volver precipitadamente de su cacería en la Casa de Campo al tener noticia del alboroto. Al ser abordado, el duque se comprometió a transmitir al rey su descontento y peticiones. Efectivamente, fue a Palacio a informar, y al poco tiempo volvió acompañado del duque de Arcos, confiando ambos en que su buena fama entre el pueblo les haría receptivos a sus razones y depondrían su actitud.

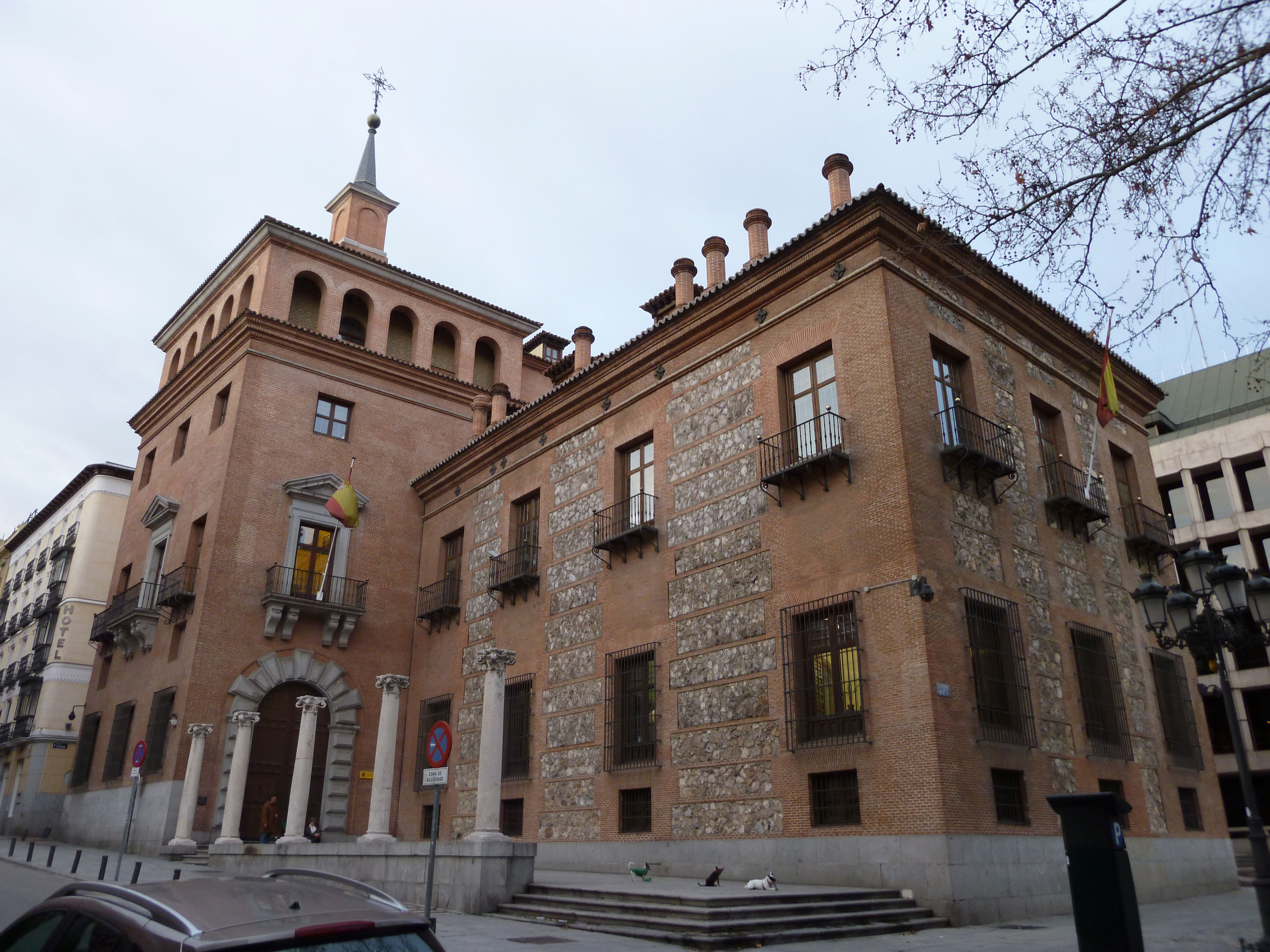
Casa de las Siete Chimeneas.

Los amotinados ignoraron tales consejos y comenzaron un recorrido por las calles de la ciudad en el que, además de obligar a desapuntar el sombrero a todos los que lo llevaban de tres picos (o sea, deshacer las puntadas que lo mantenían conforme al bando), fueron destrozando cuantos faroles encontraron a su paso (desde 1765 había 4000 en todo Madrid —su coste de instalación había sido astronómico: 900 000 reales—, y se les denominaba popularmente esquilaches, porque su existencia provenía de una orden de Esquilache de obligado cumplimiento para los vecinos, que eran quienes debían mantenerlos a su costa, lo que produjo el encarecimiento del aceite y las velas de sebo, haciendo que los más pobres vivieran a oscuras en sus casas mientras las calles estaban iluminadas). Al llegar a la casa de Esquilache (llamada de las siete chimeneas) la asaltaron, matando a cuchilladas a un servidor que trató de ofrecer resistencia. El ministro no estaba allí (había huido a San Fernando de Henares, mientras su mujer había salvado las joyas y se había refugiado en el lugar donde estudiaban sus hijas, el Colegio de las Niñas de Leganés); con lo que, tras vaciar la despensa, optaron por dirigirse a las casas de otros dos ministros italianos: Grimaldi y Sabatini. El día terminó con la quema de un retrato de Esquilache en la plaza Mayor.

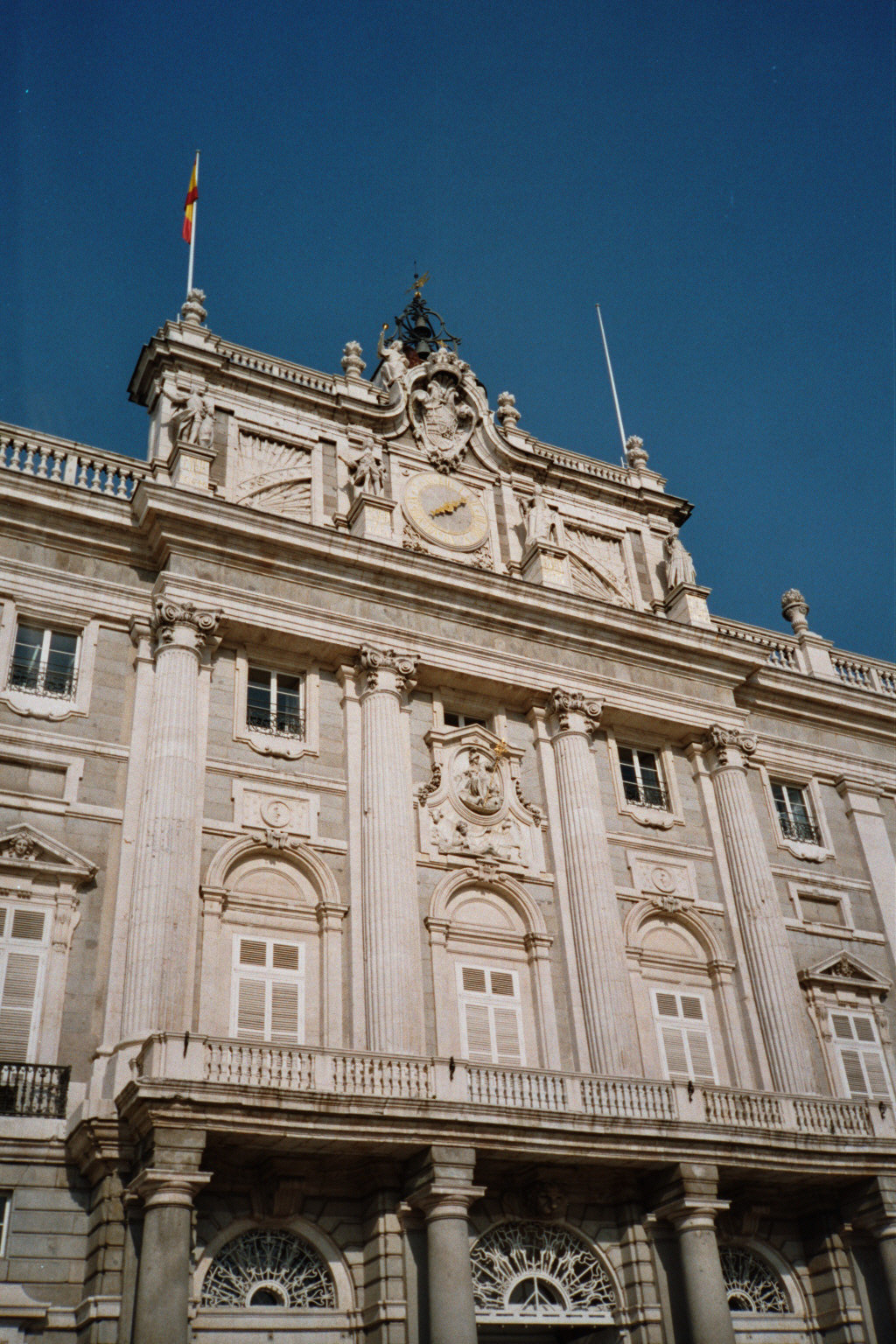
Balcón de palacio sobre la plaza de la Armería. El Palacio Real de Madrid (levantado sobre el antiguo alcázar de Madrid, incendiado en 1734) había sido inaugurado hacía bien poco tiempo, en 1764.

El Lunes Santo (24 de marzo) se extendió la noticia de que Esquilache se encontraba en Palacio junto al rey, y una muchedumbre, en la que había un significativo número de mujeres y niños, se fue congregando a sus puertas, en el Arco de la Armería. A diferencia de la guardia española que no hizo el menor asomo de defenderse, la guardia valona, un cuerpo militar compuesto por extranjeros y muy mal visto por los madrileños, se mantuvo firme frente a la masa de manifestantes; terminando por abrir fuego y matar a una mujer. Los amotinados, aún más enardecidos, coreaban consignas contra Esquilache y contra los valones; en el forcejeo cuerpo a cuerpo con los guardias valones aumentaron las bajas entre los amotinados, pero éstos consiguieron atrapar y matar a diez de los guardias, uno en ese mismo lugar y otros que fueron sorprendidos en otros puntos de la ciudad; cuyos cadáveres mutilados fueron arrastrados por las calles, quemando dos de ellos. La temeridad de los amotinados, y el hecho de que los heridos rehusaran ser oídos en confesión, fueron interpretados posteriormente como una prueba de que habían sido aleccionados por clérigos que les habían convencido de la santidad de su causa, y de que no debían temer por la salvación de sus almas. También parecían estar convencidos de que los heridos o presos y sus familias serían apoyados económicamente.
En ese momento, un fraile franciscano (el padre Yecla o padre Cuenca) llegó a la zona pretendiendo calmar los ánimos; aunque lo que consiguió fue actuar como mediador y recibir una lista de exigencias redactada allí mismo «por uno en traje de clérigo». Escoltado por las tropas, se abrió paso entre la multitud hasta Palacio, donde fue recibido por el propio rey, que leyó él mismo el documento:

1. Que se destierre de los dominios españoles al marqués de Esquilache y a toda su familia.
2. Que no haya sino ministros españoles en el Gobierno.
3. Que se extinga la Guardia Valona.
4. Que bajen los precios de los comestibles.
5. Que sean suprimidas las Juntas de Abastos.
6. Que se retiren inmediatamente todas las tropas a sus respectivos cuarteles.
7. Que sea conservado el uso de la capa larga y el sombrero redondo.
8. Que Su Majestad se digne salir a la vista de todos para que puedan escuchar por boca suya la palabra de cumplir y satisfacer las peticiones.

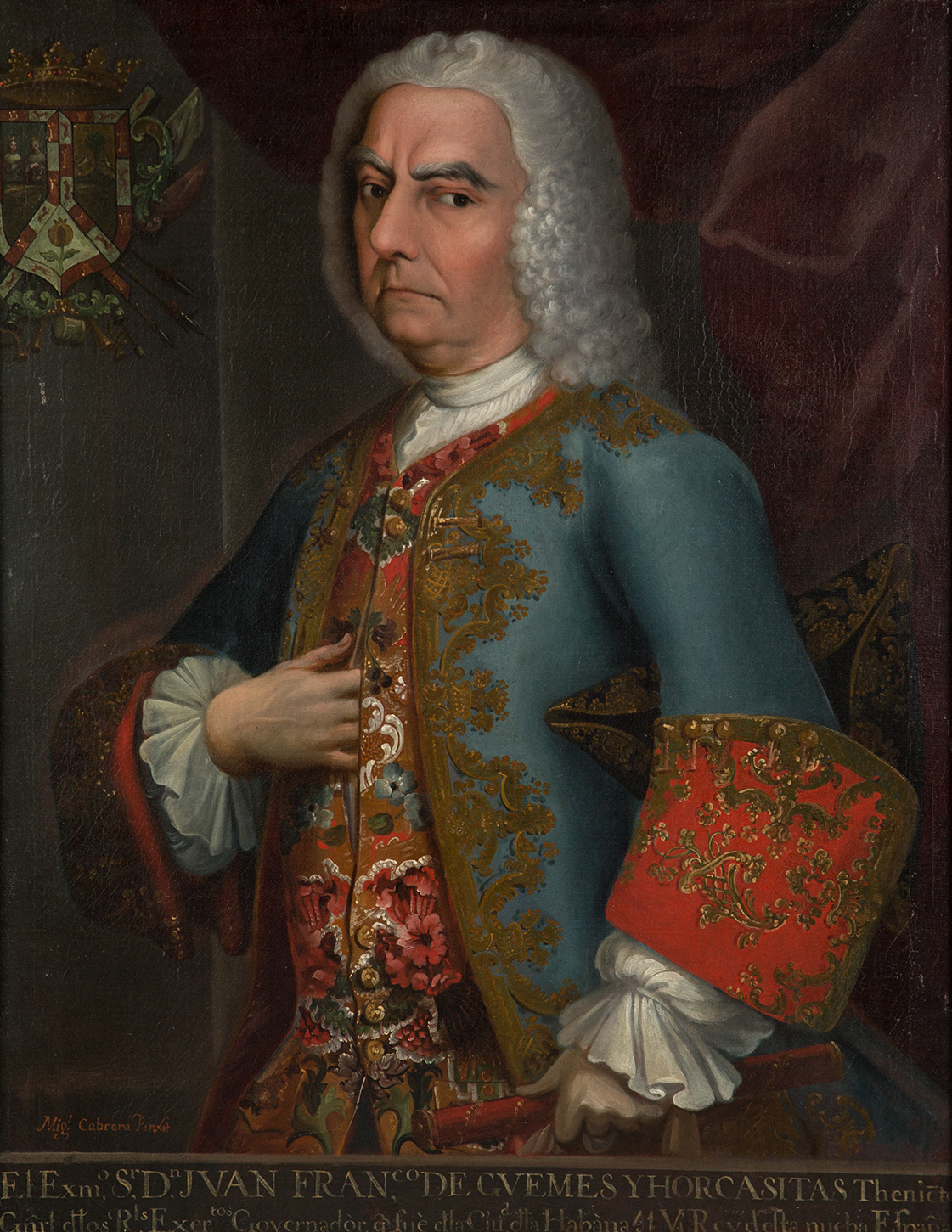
Conde de Revillagigedo.

La lista incluía amenazas gravísimas («si no se accede, treinta mil hombres harán astillas en dos horas el nuevo Palacio») y acababa con una advertencia: «de no hacerlo así arderá Madrid entero». El rey, animado por el fraile (que le ofreció su propia vida en garantía si hay el menor desorden), parecía dispuesto a presentarse físicamente ante los amotinados, creyendo que con su mera presencia les calmaría; pero antes de tomar personalmente ningún tipo de decisión, convocó con urgencia una reunión de consejeros en su misma antecámara. La mayor parte de los consejeros militares (duque de Arcos, marqués de Priego —francés— y conde de Gazzola —italiano—) aconsejaron responder con máxima violencia para restablecer el orden, excepto el mariscal Francisco Rubio y el conde de Revillagigedo (que votaba el último por ser más anciano y reprochó que «alguno de estos señores ha propugnado la fuerza porque no ha tenido el suelo español por cuna»); los consejeros civiles (marqués de Casa-Sarria, conde de Oñate) eran claramente partidarios de que «al pueblo se le de gusto en todo lo que pide, mayormente cuando todo lo que pide es justo», y culpaban de todo a Esquilache. El rey aceptó el criterio de este segundo grupo, y con mayor o menor convicción, salió acompañado del Padre Eleta (su confesor, también fraile gilito) y el conde de Fernán Núñez a un balcón que daba a la plaza de la Armería. Allí, entre la multitud, un calesero llamado Bernardo "el Malagueño" resumió a gritos las reivindicaciones: «fuera Esquilache, fuera guardias valones... y que baje el pan». El rey asintió con gestos y pretendió retirarse, pero tuvo que volver a salir ante la insistencia de los congregados, que sólo se dieron por satisfechos cuando la guardia valona se replegó al interior de Palacio, momento en que se lanzaron sombreros e incluso algunos disparos al aire. Cuando la multitud se dispersó, la calma parecía reinar de nuevo en la ciudad.
El Martes Santo (25 de marzo) amaneció tranquilo, con la confianza del pueblo en el cumplimiento de la palabra real. Enseguida se divulga la noticia de que Carlos III, que se había sentido muy afectado en su dignidad y estaba fuertemente asustado, había partido hacia el palacio de Aranjuez llevando consigo a toda su familia. El miedo de las élites al pueblo era una constante del Antiguo Régimen. El miedo popular a la ausencia de la figura del monarca también lo era, buen testimonio del paternalismo que legitimaba las relaciones sociales y políticas. Ambos miedos volverán a manifestarse de forma evidente en la jornada del 2 de mayo de 1808 que abría la Guerra de Independencia.

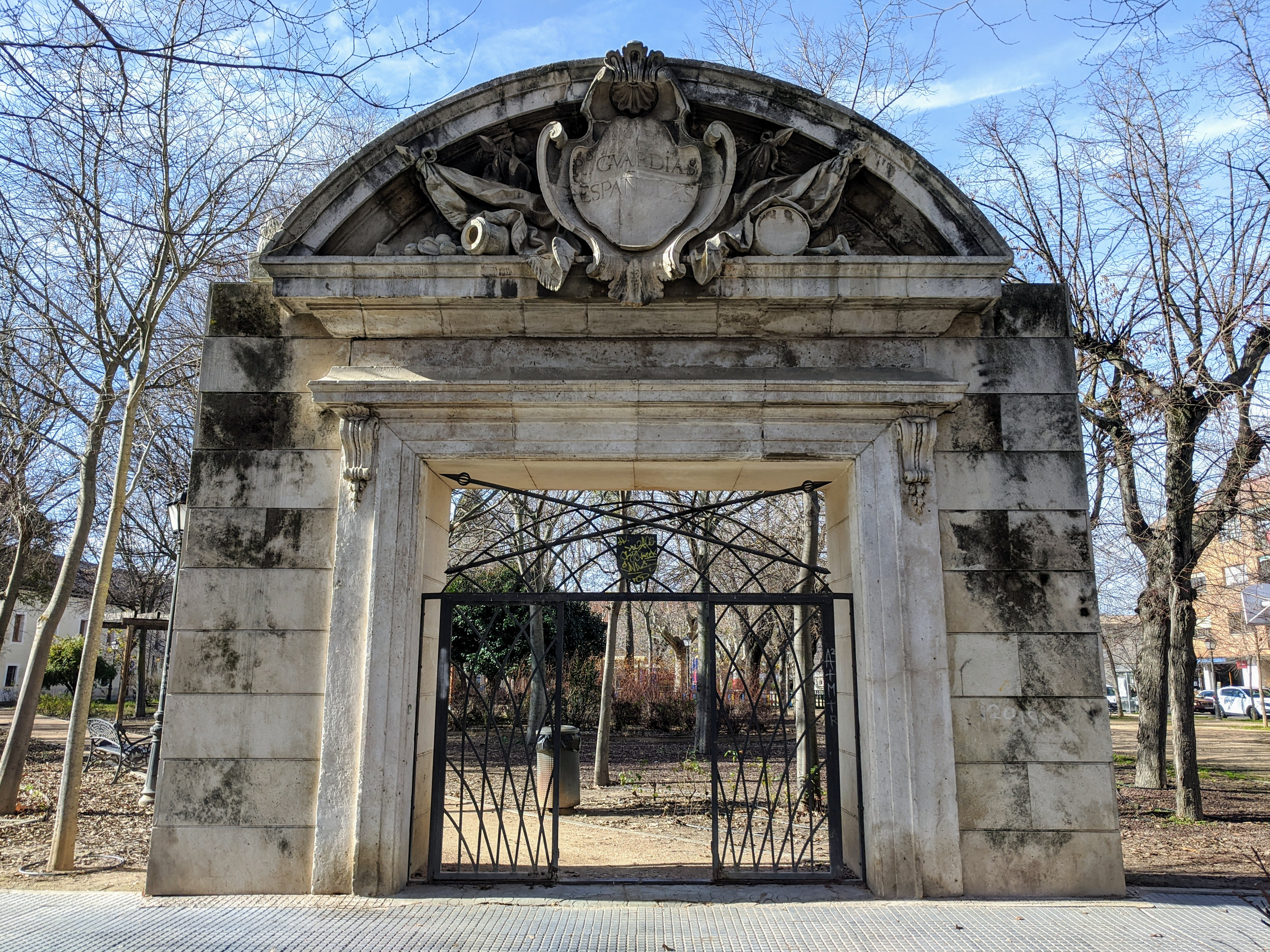
Puerta del Cuartel de la Guardia Española en Aranjuez.

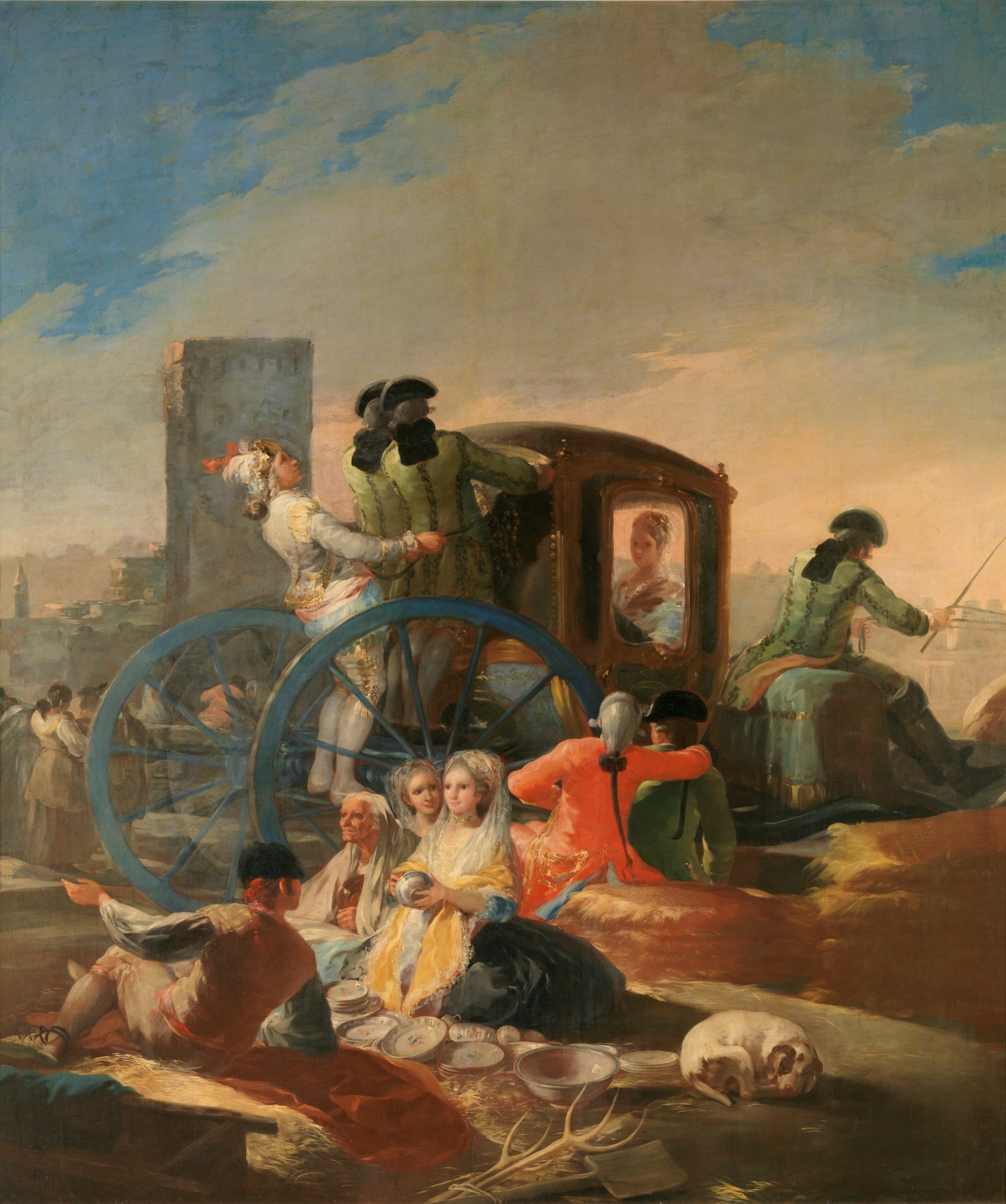
El cacharrero (1779), uno de los cartones de Goya, Museo del Prado. Aparece un carruaje y un grupo de personajes populares. El protagonismo de los caleseros en el motín fue notable (Bernardo "el Malagueño" y Diego de Avendaño).

La población se inquietó ante los rumores y el miedo de que esa marcha pudiera significar que el monarca tuviera la intención de doblegar a la ciudad utilizando al ejército. Aumentó la agitación en las calles y se produjeron desórdenes y saqueos peores que los de la jornada anterior. Fueron asaltados almacenes de comestibles, cárceles y cuarteles. Diego de Rojas, obispo de Cartagena y presidente del Consejo de Castilla, fue tomado prisionero en su propia casa y obligado a redactar una carta destinada al rey en la que se detallaba el estado de cosas; o al menos eso es lo que él sostuvo, puesto que la Pesquisa posterior le atribuyó (junto a otros, también ex-colegiales en puestos clave, como el corregidor Alonso Pérez Delgado y el presidente de la Sala de Alcaldes Francisco Mata Linares) alguna responsabilidad en el propio motín, y fue apartado (como éstos) de sus cargos políticos. La carta también contó para su redacción con la colaboración de Luis Velázquez, marqués de Valdeflores, y fue enviada a Aranjuez mediante otro calesero llamado Diego de Avendaño que actuaba en condición de diputado del pueblo.
Carlos III, consciente ahora de la torpeza que supuso su marcha de la ciudad, hizo redactar a Roda una carta que el mismo Avendaño llevó al Consejo de Castilla, donde se recibió el día 26 a mediodía. El grupo organizado que había mandado la primera carta, ya había enviado otra, esta vez con el calesero Bernardo el Malagueño (o Juan "el Malagueño"), que se cruzó con la traída por Avendaño. La actividad escrita de este grupo incluyó textos para su difusión más amplia, como unas Ordenanzas que se deben y han de observar indispensablemente y bajo de las penas que es expresarán, por todos los sujetos de que se compone el cuerpo de españoles de esta corte, que ansiosamente solicitan ver a su amado Monarca y Señor Don Carlos Tercero (que Dios guarde), fechadas ese mismo día de 25 de marzo de 1766 y que, por su forma elogiosa de referirse al obispo Rojas, sirvieron posteriormente como pruebas de su implicación en el motín.
La carta del rey se hizo pregonar en las calles de Madrid. En ella, explicando su ausencia por una indisposición, ratificaba su promesa de respetar las peticiones populares (especialmente la bajada de cuatro cuartos en todos los precios de alimentos, y más aún en el pan, que pasaba a valer ocho cuartos la libra); pero advirtiendo que, al contrario de lo que indicaba una de las peticiones, no se presentaría ante su pueblo hasta que los ánimos se hubieran calmado. La reacción generalizada entre la multitud que escuchaba el pregón fue volver a sus casas lanzando vivas al rey. Las armas que habían sido capturadas por los amotinados fueron devueltas a sus depósitos. No obstante, siguieron apareciendo pasquines.

Ya falleció de repente
el gran monstruo Esquilache,
y aunque el entierro se le hace,
no está de cuerpo presente.
Mucho llora su gente,
Parayuelo e Ibarrola,
Santa Gadea y Gazola,
no siendo cosa ynhumana [sic]
que quien mandó a la italiana
sea servido a la española.

Requiescat: Murió Squilace,
in pace ha quedado el Reino.
Amén dice toda España,
Jesús, y a qué lindo tiempo!

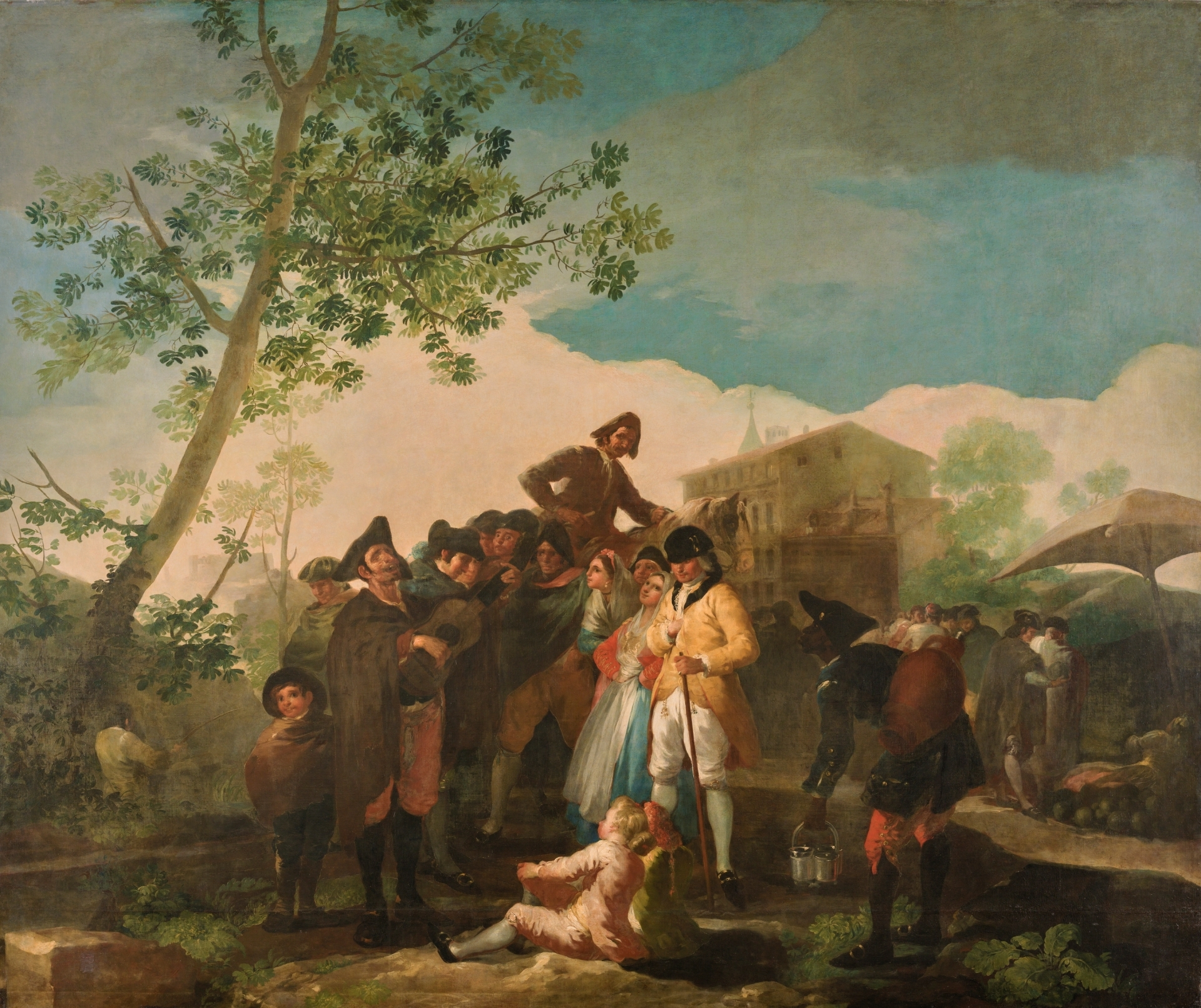
El ciego de la guitarra (1778), uno de los cartones de Goya, Museo del Prado.

En una fecha no determinada, pero contemporánea al motín, los ciegos pregonaron por las calles hojas impresas por el librero Bartolomé de Ulloa que reproducían los vaticinios de Diego de Torres Villarroel (cuya fama de Gran Piscator Salmantino provenía de haber pronosticado la muerte de Luis I), previamente publicados (en 1765) como almanaque para 1766. Allí se pronosticaba, para el mes de marzo, del 11 al 18: «un juez se descuida en los procedimientos justos: levántase un motín en su pueblo», y del 27 al 31 de marzo: «un poderoso de cierta corte vive en trabajos y persecuciones de los que se habría librado si hubiera sabido gobernar». La indefinición de lo predicho se podía adaptar con facilidad a los hechos sucedidos; y ante la credulidad de la gente las autoridades se inquietaron. Se obtuvieron explicaciones y disculpas sumisas del propio Torres, que incluyó en su siguiente publicación una advertencia contra la manipulación de sus predicciones.
La guardia valona fue retirada discretamente, y no volvió a desplegarse en Madrid. Cuando en el mes de mayo un pequeño número de guardias realizaron un movimiento de persecución de unos desertores, que podía interpretarse como un intento de comprobar cómo eran recibidos por los madrileños, volvieron a aparecer pasquines de protesta:

Si volvieran los walones,
no reinarán los Borbones

## Consecuencias

### Extensión del motín por España

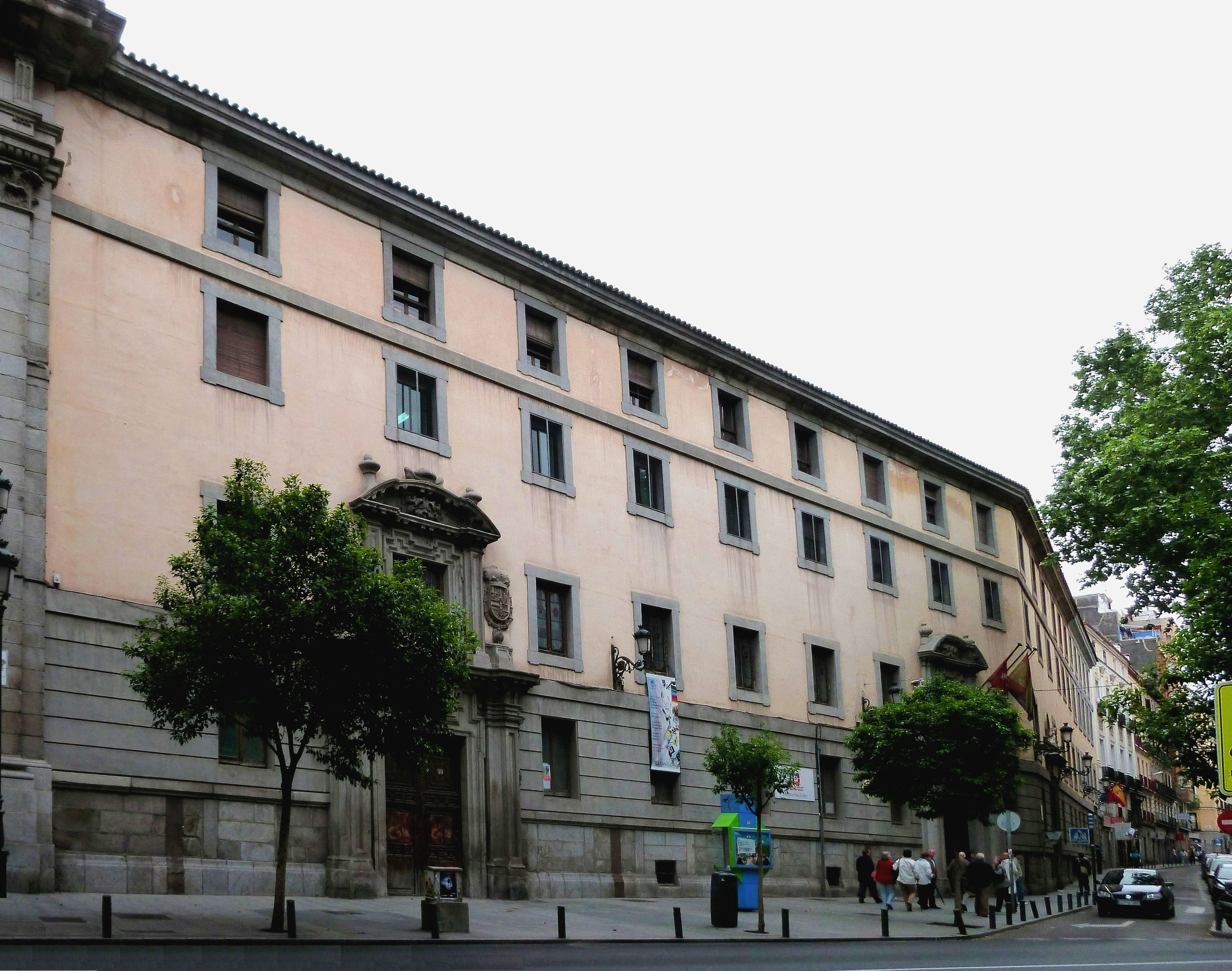
Colegio Imperial de la Compañía de Jesús, en la Calle de Toledo, situado entre los puntos neurálgicos del motín (a la izquierda, la Plaza Mayor, a la derecha, la bajada a Lavapiés, detrás, la Cárcel de Corte y la calle Atocha, que va a la plazuela de Antón Martín). Campomanes anotaba cuidadosamente todos los rumores que implicaron a los jesuitas en el motín: cómo se vio a ocho o nueve padres de la compañía en la portería de su colegio, celebrando lo que ocurría a sus mismas puertas; o en el mismo lugar una mujer gritaba "¡Tumulto!".

Las noticias del motín de Madrid provocaron una oleada de emulación en otras ciudades, como Cuenca, Zaragoza, Barcelona, Sevilla, Cádiz, Lorca, Cartagena, Elche, La Coruña, Oviedo, Santander y poblaciones de Vizcaya y Guipúzcoa (donde se les dio la denominación local tradicional de machinadas); en las que, con muy distintas particularidades, por lo general se hacían peticiones de proteccionismo hacia el consumidor, el modelo clásico de motín de subsistencia. No había ninguna coordinación entre ellas, ni hubo ninguna continuidad. No se aprovechó tampoco, como durante la crisis de 1640, para movimientos políticos de más calado por parte de ninguna oposición organizada realmente peligrosa.

### Cambios políticos
Muy a disgusto del monarca, Esquilache partió al destierro. El conde de Aranda, capitán general de Valencia, que con sus tropas desplazadas a Aranjuez había tranquilizado al amedrentado monarca, se convirtió en el hombre fuerte del nuevo gobierno, que posteriormente se identificaría con la etiqueta de partido aragonés (personalidades próximas a Aranda, vinieran de Aragón o no, militares y manteístas -letrados plebeyos-) desplazando a los italianos y a los golillas (que se habían formado en los aristocráticos colegios mayores, mecanismo clásico de formación de las élites); no obstante, golillas y ministros italianos, como el genovés Grimaldi, siguieron ostentando cargos de la confianza real. Otras figuras emergentes fueron personajes de la talla política de Pedro Rodríguez de Campomanes, y el conde de Floridablanca, que terminarían consiguiendo la caída de Aranda (desplazado a la embajada de París en 1773).

### Expulsión de los jesuitas
La atribución a posteriori de la culpa no tardó en sustanciarse en la Pesquisa Secreta promovida desde finales de abril por Aranda y Campomanes. Tenía todo el sentido de la oportunidad de encontrar chivos expiatorios, lógicamente, entre los enemigos del partido que ocupaba ahora la confianza del soberano: el marqués de la Ensenada fue desterrado de la Corte; también fueron castigados Isidoro López (procurador general de la provincia de Castilla de la Compañía de Jesús) como inspirador del motín, y como sus cómplices, el abate Miguel Antonio de la Gándara, Lorenzo Hermoso de Mendoza y Luis Velázquez, marqués de Valdeflores.
La Compañía de Jesús fue expulsada de todos los reinos de la Monarquía Hispánica al año siguiente, 1767. La expulsión de los jesuitas no fue exactamente un signo de anticlericalismo (aunque la masonería se ha asociado con la figura de Aranda), pues la medida tuvo el acuerdo de la mayor parte del clero, tanto secular como regular (sus principales enemigos eran las otras órdenes religiosas).

### Vuelta al paternalismo en los abastos

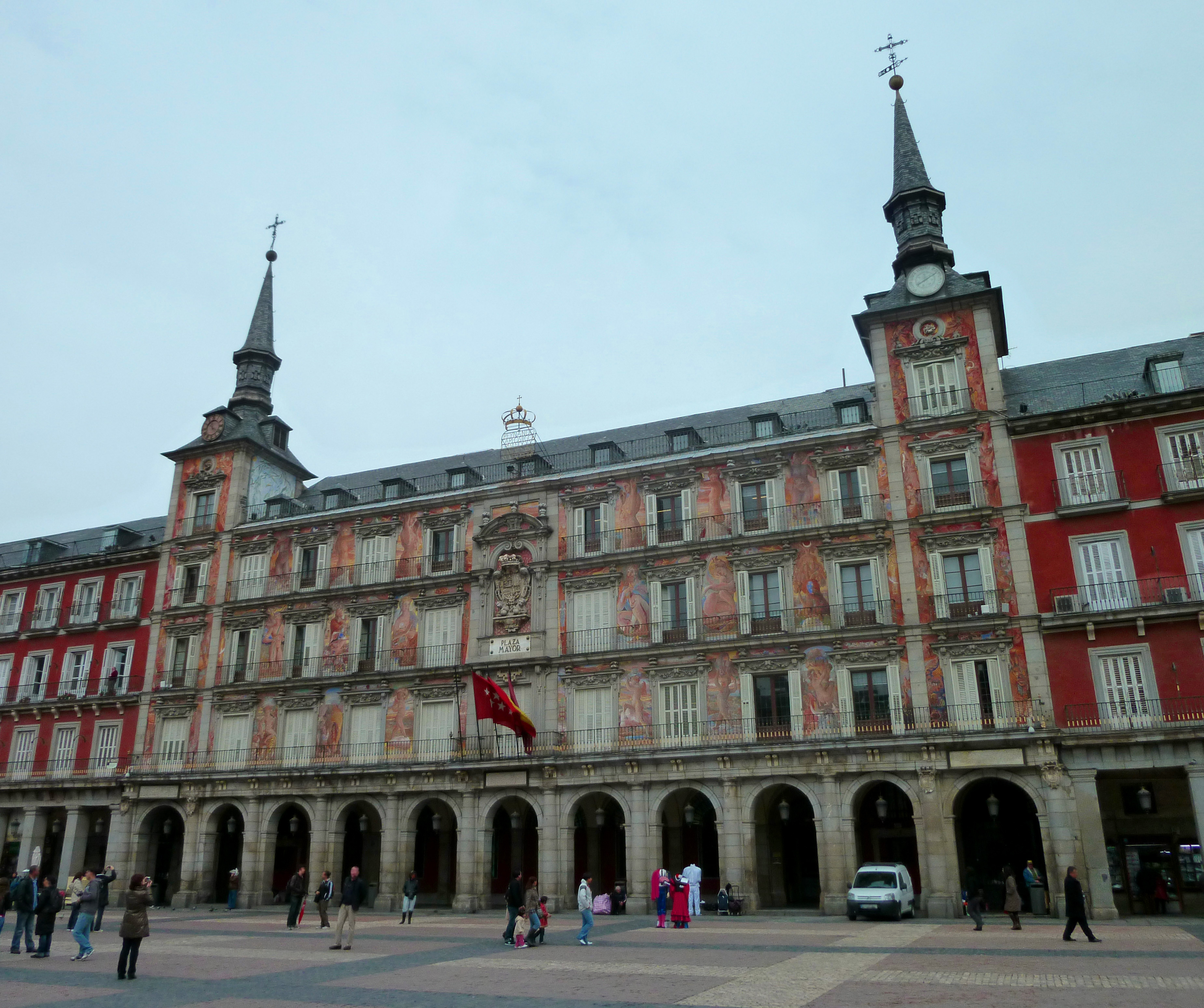
Casa de la Panadería de la Plaza Mayor de Madrid, donde también residía el Repeso Mayor.

El abasto y el consumo alimentario en Madrid fueron, en lo sucesivo, vigilados especialmente a través de las instituciones tradicionales y sin las veleidades liberalizadoras de los decretos de libre comercio, respondiendo anticíclicamente a los periodos de escasez y carestía. En el vértice del aparato institucional estaba el Consejo de Castilla y la Sala de Alcaldes de Casa y Corte, mientras que la base descansaba en los alguaciles, la red de repesos y los minoristas (tablajeros, panaderos); entre vértice y base se encontraban agentes intermedios y verdaderos grupos de presión (Pósito, obligados, Cinco Gremios Mayores, Ayuntamiento de Madrid).

### La moda y el casticismo
Suavemente, y con el consenso de la atemorizada sociedad madrileña, las capas y chambergos desaparecieron, curiosamente, para pasar a identificarse con la vestimenta del verdugo, a quien nadie quería recordar. El traje de las capas populares pasó a ser identificado con el de un personaje de sainete: el manolo, que los aristócratas imitaban por casticismo, como las diversiones populares (flamenco y toros); una promiscuidad estética que en otras cortes europeas hubiera sido inimaginable, y que, de hecho, funcionó como factor de cohesión y freno a los cambios sociales. En el siglo XIX se identificó como moda española la denominada capa española.

## Recreaciones en la ficción
- El espadachín : narración histórica del motín de Madrid en 1766, novela de Antonio Barreras, Madrid: Abienzo, 1880.[59]
- Un soñador para un pueblo, obra teatral de Antonio Buero Vallejo, 1958.
- Esquilache, película de Josefina Molina, 1989, basada en la obra de Buero Vallejo.